# Frihavnsbanen
 Ikke at forveksle med Frihavnsjernbanen.
Frihavnsbanen, også kaldet Lersøsporet, er en godsbane i København fra Nørrebro og til Østerport Station. Den benyttes dog ikke længere til godstog, men kørsel med veterantog og arbejdskøretøjer forekommer af og til.

## Historie
Banen har hjemmel i anlægslov fra den 31. marts 1891. Banen skulle skabe forbindelse fra Nordbanen på den daværende Nørrebro Station til Østerport, hvor den skulle betjene den nye frihavn.. Anlægget af banen begyndte i 1892, og det første tog kørte på banen i juni 1894. Banen blev indviet den 26. august af DSB, mens selve Frihavnen først blev indviet den 9. november 1894. Den 27. oktober 1895 åbnes en havnebane til Toldboden og den blev forlænget til Larsens Plads i 1902.
Banen er blevet omlagt en del gange i tiden løb. I 1897 blev den omlagt ved den nuværende Svanemøllen Station, hvor den krydsede Kystbanen i niveau. I 1910 blev strækningen omlagt til den anden side af Kystbanen fra Østerbrogade til Århusgade, hvor der ved Århusgade blev anlagt en bro, hvor Frihavnsbanen og banen fra Østre Gasværk gik under Kystbanen. Syd for Århusgade krydsede sporet fra Østre Gasværk Frihavnsbanen.
I forbindelse med anlæg af godsringbanen bliver banen forkortet i juni 1930 fra daværende Nørrebro Station, som lå hvor den nuværende Nørrebroparken er, til den nye godsstation Lersøen. Samtidig blev banen den 15. juli 1931 omlagt fra at følge Rovsingsgade-Borgervænget til en nordligere linieføring med en overføring over Lyngbyvej ved Lyngbyvej Station (nu Ryparken Station).
Ved Hareskovbanens ombygning til S-tog og omlægning fra Lygten til Svanemøllen i 1976-1977 blev Frihavnsbanen omlagt til at følge den nye bane med nye broer over Lyngbyvej ved Ryparken. Mellem Ryparken og Svanemøllen kom der forbindelse til Hareskovbanen fra Frihavnsbanen, som blev brugt til godstog til/fra Buddinge Station.
Havnebanen til Larsens Plads blev nedlagt i 1975 og stykket til Toldboden i 1987. Sidstnævnte havde gået tværs gennem det gamle forsvarsanlæg Kastellet, som det imidlertid efterfølgende blev muligt at rekonstruere. Et par broer vidner dog stadig om tidligere tiders trafik.
I slutningen af 2010'erne blev banen afbrudt ved Århusgade i forbindelse med anlæggelsen af Nordhavnsmetroen. I 2022 blev der imidlertid arbejdet med at genetablere sporet.

## Trafikken
Trafikken har hovedsagelig være gods til/fra Frihavnen, havnen og færgeruten til Malmø og senere Danlink til Helsingborg. Efter åbningen af Øresundsforbindelsen i 2000 og derved lukningen af Danlink og ophøret af udveksling af gods med frihavnen, har banen ikke haft regelmæssigt trafik. Den er dog stadig anført som aktiv og har af og til været brugt af veterantog i forbindelse med kørslerne "Rundt om husene". Desuden har den været brugt i forbindelse med transporter til/fra sporarbejder. Her har man benyttet opstillingssporene ved Lersøen samt det forhold, at banen giver forbindelse mellem Kystbanen, Nordbanen, Hareskovbanen og Ringbanen.